# Meunasah Alue (Tanah Pasir)
Meunasah Alue is een bestuurslaag in het regentschap Aceh Utara van de provincie Atjeh, Indonesië. Meunasah Alue telt 189 inwoners (volkstelling 2010).